# Mistrovství světa juniorů ve sportovním lezení 2002
Mistrovství světa juniorů ve sportovním lezení 2002 (anglicky: UIAA World Youth Championship) se uskutečnilo podesáté 27.-28. září v Canteleu v lezení na obtížnost a rychlost. Bylo to druhé Mistrovství světa juniorů, kde čeští závodníci získali medaile.

## Češi na MSJ
Štěpán Stráník získal stříbrnou medaili v lezení na obtížnost v kategorii B, ve stejné kategorii získala bronz Eliška Karešová v lezení na rychlost.
V kategorii A skončily nejlépe 9. Lucie Rajfová v lezení na obtížnost a 5. Petra Melicharová v lezení na rychlost.
V kategorii B v lezení na obtížnost byli dále nejúspěšnější 5. Pavel Solanský a 9.-10. Tereza Kysilková.

## Výsledky juniorů a juniorek
| obtížnost          | obtížnost           | rychlost             | rychlost             |
| ------------------ | ------------------- | -------------------- | -------------------- |
| junioři            | juniorky            | junioři              | juniorky             |
| 1. Cédric Lachat   | 1. Natalija Gros    | 1. Sergej Sinicyn    | 1. Olga Ochtchepkova |
| 2. Gérome Pouvreau | 2. Emilie Pouget    | 2. Oleksandr Salimov | 2. Olga Šalagina     |
| 3. Fabien Dugit    | 3. Olga Šalagina    | 3. Dmytro Babich     | 3. Anna Stenkovaja   |
|                    |                     |                      |                      |
| 34. Petr Solanský  | 14. Soňa Hnízdilová | —                    | —                    |
| ? finalistů        | ? finalistek        | ? finalistů          | ? finalistek         |
| ? semifinalistů    | ? semifinalistek    | ? semifinalistů      | ? semifinalistek     |
| 51 juniorů         | 33 juniorek         | 16 juniorů           | 16 juniorek          |

## Výsledky chlapců a dívek v kategorii A
| obtížnost              | obtížnost               | rychlost                | rychlost                |
| ---------------------- | ----------------------- | ----------------------- | ----------------------- |
| chlapci                | dívky                   | chlapci                 | dívky                   |
| 1. Jorg Verhoeven      | 1. Caroline Ciavaldini  | 1. Denis Omeltchenko    | 1. Anna Galljamovová    |
| 2. Flavien Guerimand   | 2. Angela Eiter         | 2. Olexiy Shulga        | 2. Evguenia Ogandjanian |
| 3. Christophe Treuilhe | 3. Stéphanie Crouvisier | 3. Dmitrij Šarafutdinov | 3. Olga Evstigneeva     |
|                        |                         |                         |                         |
| 23. Jan Zbranek        | 9. Lucie Rajfová        | —                       | 5. Petra Melicharová    |
| 55. Jakub Bláha        | 29. Petra Melicharová   | —                       | —                       |
| ? finalistů            | ? finalistek            | ? finalistů             | ? finalistek            |
| ? semifinalistů        | ? semifinalistek        | ? semifinalistů         | ? semifinalistek        |
| 59 chlapců             | 39 dívek                | 16 chlapců              | 15 dívek                |

## Výsledky chlapců a dívek v kategorii B
| obtížnost          | obtížnost                  | rychlost                              | rychlost           |
| ------------------ | -------------------------- | ------------------------------------- | ------------------ |
| chlapci            | dívky                      | chlapci                               | dívky              |
| 1. Gabriele Moroni | 1. Chloé Graftiaux         | 1. Leonel De Las Salas 1. Sean McColl | 1. Tori Allen      |
| 2. Štěpán Stráník  | 2. Juka Kobajašiová        | —                                     | 2. Anna Stöhr      |
| 3. Kim Ča-pi       | 3. Tori Allen              | 3. Vasily Kozlov                      | 3. Eliška Karešová |
|                    |                            |                                       |                    |
| 5. Pavel Solanský  | 9.-10. Tereza Kysilková    | 15.-16. Libor Hroza                   | —                  |
| 22.-23. Jakub Volf | 16. Lucie Hrozová          | —                                     | —                  |
| 35. Libor Hroza    | 31. Eliška Karešová        | —                                     | —                  |
| —                  | 33.-35. Světlana Kadelcová | —                                     | —                  |
| ? finalistů        | ? finalistek               | ? finalistů                           | ? finalistek       |
| ? semifinalistů    | ? semifinalistek           | ? semifinalistů                       | ? semifinalistek   |
| 52 chlapců         | 40 dívek                   | 16 chlapců                            | 16 dívek           |

## Čeští Mistři a medailisté
| Disciplína | Kategorie | Lezec/lezkyně   | Zlato | Stříbro          | Bronz            |
| ---------- | --------- | --------------- | ----- | ---------------- | ---------------- |
| Obtížnost  | Kat. B    | Štěpán Stráník  |       | Stříbrná medaile |                  |
| Rychlost   | Kat. B    | Eliška Karešová |       |                  | Bronzová medaile |